# Доника Ризова
Доника Ризова е телевизионен журналист и автор.

## Биография
Родена в Дупница. Завършва СУ „Св. Климент Охридски“, където има две магистратури – езиково обучение и връзки с обществеността. Започва кариерата си като репортер в Дарик Радио. По-късно става главен редактор и отговарящ за развитието на радиото в Северозападна България. От май 2011 г. работи в „Bulgaria on Air“, където е автор и водещ на единственото предаване за медии в българския ефир – „Медиите ON AIR“.
Доника Ризова е мениджър Корпоративно-социална отговорност в „Медийна група Инвестор.БГ АД“. От май 2011 г. работи в „Bulgaria on Air“, където е автор и водещ на единственото предаване за медии в българския ефир – „Медиите ON AIR“.
Носител на наградата „Златно перо“ е категория Телевизия на Съюза на българските журналисти, наградата „Златно сърце“ за активната си социална ангажираност, номинация за наградата „Заедно в благотворителноста“, номинация за „Жена на годината“ в конкурса на сп. „Грация“ за 2016 г.
Доника Ризова е посланик на инициативата „Забавното четене“. Тя е чест лектор в университети и училища, желан гост в предавания като медиен експерт.